# ماتوه‌یوو
ماتوه‌یوو (انگلیسی: Matveyevo) یک شهرک در شهرستان کوشنارنکوفسکی جمهوری باشقیرستان در کشور روسیه است.